# Mario Tokić
Mario Tokić, né le 23 juillet 1975 à Derventa (ex-Yougoslavie), est un footballeur international croate. Il joue au poste de défenseur.

## Biographie

### En équipe nationale
Il a eu sa première cape en septembre 1998 à l'occasion d’un match contre l'équipe d'Irlande. 
Tokić participe à la coupe du monde 2006 avec l'équipe de Croatie.

## Palmarès

### Dinamo Zagreb
- Champion de Croatie en 1999 et 2000.
- Vainqueur de la Coupe de Croatie en 2001.

### Grazer AK
- Champion d'Autriche en 2004.
- Vainqueur de la Coupe d'Autriche en 2002 et 2004.
- Vainqueur de la Supercoupe d'Autriche en 2002.

### Austria Vienne
- Champion d'Autriche en 2006.
- Vainqueur de la Coupe d'Autriche en 2006 et 2007.

### Rapid Vienne
- Champion d'Autriche en 2008.